# World Cup i bandy för damer 2006
World Cup i bandy för damer 2006 var den fjärde upplagan av turneringen som spelades i Edsbyn Arena i Edsbyn i Sverige mellan den 27 och 29 oktober 2006 och vanns av Sandvikens AIK, Sverige, som i finalen besegrade IFK Nässjö, Sverige, med 3-1. Det var Sandvikens andra raka vinst i turneringen.

## Gruppspel

### World Cup Women A
Not: S = Spelade matcher, V = Vinster, O = Oavgjorda matcher, F = Förluster, GM = Gjorda mål, IM = Insläppta mål, MSK = Målskillnad, P = Poäng

#### Fredag27 oktober
- kl 13:00 Edsbyn - Strömsbro/Skutskär 3 - 0
- kl 16:00 Botnia - Västerstrand 1 - 11
- kl 21:00 Edsbyn - Nässjö (Div 1) 9 - 0
- kl 22:30 Botnia - Strömsbro/Skutskär 2 - 9

#### Lördag28 oktober
- kl 07:00 Västerstrand - Nässjö (Div 1) 7 - 0
- kl 11:30 Edsbyn - Botnia 16 - 0
- kl 13:00 Strömsbro/Skutskär - Västerstrand 0 - 6
- kl 17:30 Botnia - Nässjö (Div 1) 3 - 1
- kl 19:00 Edsbyn - Västerstrand 2 - 2 (straffar: 0-2)
- kl 23:30 Nässjö (Div 1) - Strömsbro/Skutskär 1 - 6

### World Cup Women B
Not: S = Spelade matcher, V = Vinster, O = Oavgjorda matcher, F = Förluster, GM = Gjorda mål, IM = Insläppta mål, MSK = Målskillnad, P = Poäng

#### Fredag27 oktober
- kl 14:30 Härnösand - Record 2 - 13
- kl 17:30 Sandviken - Tranås 16 - 1

#### Lördag28 oktober
- kl 00:00 Nässjö - Ready 10 - 0
- kl 08:30 Tranås - Härnösand 3 - 0
- kl 10:00 Ready - Sandviken 1 - 12
- kl 14:30 Record - Nässjö 4 - 4 (straffar: 1-2)
- kl 16:00 Härnösand - Ready 0 - 0 (straffar: 1-0)
- kl 20:30 Sandviken - Record 4 - 0
- kl 22:00 Tranås - Nässjö 1 - 5

## Placeringsmatcher

### Söndag29 oktober
- Placeringskval kl 07:00 Nässjö (Div 1) - Ready 0 - 3
- Plats 7-8 kl 08:30 Botnia - Tranås 3 - 11
- Plats 9-10 kl 13:00 Ready - Härnösand 5 - 2
- Plats 5-6 kl 14:30 Strömsbro/Skutskär - Record 5 - 10

## Slutspelet

### Söndag29 oktober
- Semifinal 1 kl 10:00 Västerstrand - Nässjö 1 - 1 (straffar: 1-3)
- Semifinal 2 kl 11:30 Edsbyn - Sandviken 0 - 4

- Bronsmatch kl 16:00 Västerstrand - Edsbyn 1 - 2

- Final kl 17:30 Nässjö - Sandviken 1 - 3